# Anna (roi d'Est-Anglie)
Vous lisez un « bon article » labellisé en 2020.
Pour les articles homonymes, voir Anna.
Anna est roi d'Est-Anglie du début des années 640 jusqu'à sa mort, survenue en 653 ou en 654.
Neveu de Rædwald, le premier roi historiquement attesté d'Est-Anglie, Anna monte sur le trône après la mort de Sigeberht et Ecgric au combat face à Penda, le souverain païen du royaume voisin de Mercie. Son règne est mal connu, faute de documentation, mais semble avoir été marqué par une rivalité constante avec Penda. En 645, Anna accueille à sa cour Cenwalh, roi du Wessex, chassé de son royaume par Penda. Cenwalh se convertit au christianisme durant son séjour en Est-Anglie et encourage la christianisation de ses sujets après son retour au Wessex en 648.
En 651, Penda attaque le monastère est-anglien de Cnobheresburg et contraint à son tour Anna à l'exil. Peu après son retour, en 653 ou 654, il est confronté à une nouvelle attaque de Penda et trouve la mort avec son fils Jurmin en affrontant les Merciens à Bulcamp, près de Blythburgh. Son frère Æthelhere lui succède à la tête des Angles de l'Est. Il laisse l'image d'un souverain pieux, notamment parce que ses trois filles Seaxburh, Æthelthryth et Æthelburh entrent dans les ordres et sont considérées comme des saintes.

## Sources

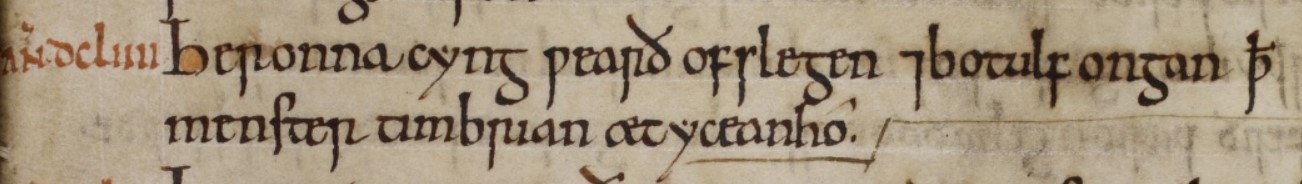
L'entrée pour l'année 654 dans la version C de la Chronique anglo-saxonne enregistre la mort d'Anna : Her Onna cyng wearð ofslegen…

Les Anglo-Saxons ont laissé peu de documents, et moins encore en Est-Anglie que dans les autres royaumes. Selon l'historienne Barbara Yorke, cette situation serait due aux pillages vikings du IXe siècle : les monastères d'Est-Anglie auraient produit autant de documents que ceux du reste de l'Angleterre, mais les Danois en auraient détruit la majeure partie lors de leurs attaques. Néanmoins, il ne s'agit peut-être pas de la seule raison : pour Richard Hoggett, cette pauvreté documentaire s'explique avant tout par un effort insuffisant de conservation des documents.
La principale source écrite concernant Anna est l'Histoire ecclésiastique du peuple anglais du moine northumbrien Bède le Vénérable, achevée en 731. Bède s'intéresse avant tout à l'histoire de la christianisation des Anglo-Saxons, mais son œuvre présente également des informations concernant la situation politique de l'époque. La Chronique anglo-saxonne, recueil annalistique compilé au Wessex à partir du IXe siècle, se contente quant à elle de rapporter la mort d'Anna. Un texte plus tardif, le Liber Eliensis, présente également des informations concernant Anna. Rédigé à l'abbaye d'Ely au XIIe siècle, il comprend l'hagiographie de deux de ses filles, Seaxburh et Æthelthryth.

## Biographie

### Origines

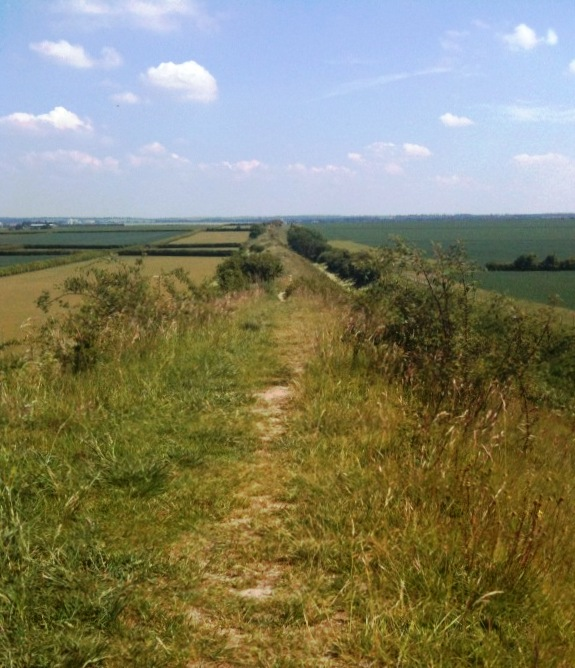
Le Devil's Dyke près d'Exning.

Membre de la dynastie des Wuffingas, Anna est le fils d'Eni et le neveu de Rædwald, roi des Angles de l'Est de 599 à 624 environ. On lui connaît trois frères : Æthelhere, Æthelwald et Æthelric. L'identité de son épouse est inconnue, mais il est certain qu'elle a existé, car Bède dit de Sæthryth qu'elle est « fille de la femme d'Anna, roi des Angles de l'Est ». Cette précision suggère qu'il s'est marié avec une veuve. D'après le Liber Eliensis, elle n'est autre que Hereswith, la sœur de l'abbesse Hilda de Whitby, mais il s'agit d'une erreur : Hereswith est en réalité l'épouse d'Æthelric, et donc la belle-sœur d'Anna. La Vie de saint Botolphe rédigée par Folcard au XIe siècle mentionne une certaine Sæwara qui est apparentée à deux princes nommés Æthelhere et Æthelwald. Dans la mesure où les frères d'Anna portent ces noms, il est tentant de voir en Sæwara son épouse.
D'après le Liber Eliensis, c'est à Exning, un village du Suffolk, qu'est née Æthelthryth, la fille la plus célèbre d'Anna. Exning est un lieu hautement stratégique pour les Angles de l'Est : il se situe à proximité du Devil's Dyke, une fortification linéaire en terre qui protège la frontière occidentale de l'Est-Anglie. Le cimetière anglo-saxon qui y a été découvert suggère la présence d'un site important dans les alentours, peut-être une résidence royale.

### Avènement
En 633, le roi de Northumbrie Edwin est vaincu et tué à la bataille de Hatfield Chase par une alliance entre le Gallois Cadwallon ap Cadfan et le roi anglo-saxon païen Penda de Mercie. Débarrassés du royaume le plus puissant du nord de l'Angleterre, les Merciens se tournent alors vers l'Est-Anglie. Le roi Ecgric et son prédécesseur Sigeberht connaissent eux aussi la défaite contre Penda et laissent la vie sur le champ de bataille,.
Anna monte sur le trône d'Est-Anglie après cette bataille, mais la chronologie de ces événements est difficile à établir. D'après le Liber Eliensis, Anna meurt en sa dix-neuvième année de règne, ce qui situerait son avènement entre 635 et 637 environ. Néanmoins, la fiabilité de cette source n'est pas assurée sur ce point. L'historien D. P. Kirby souligne que Sigeberht semble encore en vie en 640-641, ce qui implique qu'Anna n'a pas pu devenir roi avant cette date, et qu'il arrive plutôt au pouvoir dans la première moitié des années 640. L'historienne Barbara Yorke partage ces conclusions et précise que l'avènement d'Anna s'est nécessairement produit avant 645, date à laquelle il accueille Cenwalh à sa cour.
D'après Kirby, c'est probablement avec l'aide des Northumbriens qu'Anna monte sur le trône. Le roi de Northumbrie Oswald, successeur indirect d'Edwin, est en effet un adversaire déclaré de Penda qui ne peut voir que d'un bon œil la présence d'un allié à la tête des Angles de l'Est.

### Règne

Le royaume d'Est-Anglie au VIIe siècle.

Les Angles de l'Est subissent des attaques merciennes tout au long du règne d'Anna, mais il semble avoir réussi à tenir tête à Penda. Pour David Dumville, cet état de guerre entre les deux royaumes, presque permanent entre 635 et 654, est dû à leur rivalité pour la domination des Angles du Milieu.
Peu après la mort d'Oswald, tué en affrontant Penda en 642, le roi des Saxons de l'Ouest Cenwalh divorce de sa femme, qui n'est autre que la sœur du roi mercien. La Chronique anglo-saxonne rapporte qu'en 645, Penda envahit le Wessex et chasse Cenwalh de son royaume. Le roi déchu se réfugie à la cour d'Anna, où il se convertit au christianisme. Il rentre au Wessex en 648 et reprend le pouvoir, probablement grâce au soutien de son homologue est-anglien.
Anna parvient à nouer une alliance avec le Kent grâce au mariage de sa fille aînée Seaxburh au roi Eorcenberht. Il renforce son emprise sur les marches occidentales de son royaume en mariant vers 651-652 son autre fille Æthelthryth à Tondberht, prince des Gyrwas du Sud, un peuple qui occupe la région marécageuse des Fens, autour de l'île d'Ely. Devenue veuve après trois ans de mariage, Æthelthryth se remarie après la mort de son père avec le roi de Northumbrie Ecgfrith avant de fonder l'abbaye d'Ely en 673.
Dans les années 640, Æthelburh et Sæthryth, respectivement fille et belle-fille d'Anna, deviennent religieuses à l'abbaye de Faremoutiers, en Neustrie. Ce sont les premières princesses anglo-saxonnes à prendre le voile et leur exemple est imité par la suite. En dépit du rôle majeur qu'elles jouent dans la fondation des couvents royaux anglo-saxons, les raisons de leur vocation sont inconnues. Selon D. P. Kirby, leur départ pour un monastère situé sur le continent témoigne de l'orientation franque de la politique étrangère d'Anna, une orientation déjà perceptible sous le règne de son prédécesseur Rædwald. C'est en Francie, où il a passé plusieurs années, que Sigeberht s'est converti au christianisme, et il est possible qu'il ait participé à des fondations monastiques dans la région de Faremoutiers.
Le monastère de Cnobheresburg (communément situé à Burgh Castle, dans le Norfolk), fondé par Fursy vers 633, reçoit de nombreux dons en bâtiments et objets précieux de la part d'Anna. Las des attaques merciennes, Fursy quitte l'Est-Anglie à une date ultérieure, laissant le monastère sous la garde de son frère Feuillen. En 651, Penda attaque le monastère. Anna arrive à temps pour retenir les Merciens et permettre à Feuillen et aux moines de fuir avec leurs livres et leurs biens, mais il est vaincu et chassé de son royaume. Son exil le conduit peut-être chez Merewalh, roi des Magonsæte, dans l'ouest de l'actuel Shropshire. Il ne rentre en Est-Anglie que vers 653-654.

### Mort et succession

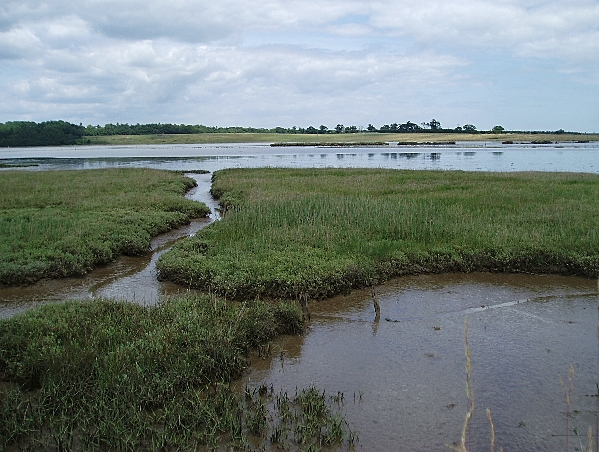
Zone de marécages près de Blythburgh.

Peu après 653, la Mercie repart à l'attaque de l'Est-Anglie. Les armées de Penda et d'Anna s'affrontent à Bulcamp, près de Blythburgh, dans l'est du Suffolk. Les Angles de l'Est sont vaincus et accusent d'importantes pertes, dont celles de leur roi et de son fils Jurmin. La Chronique anglo-saxonne mentionne laconiquement la mort d'Anna sous l'année 653 ou 654 selon les manuscrits.
Par la suite, Blythburgh est considéré comme le lieu de sépulture d'Anna et de Jurmin,. Le site abrite peut-être un monastère ou une demeure royale à l'époque anglo-saxonne : un fragment d'écritoire en os de baleine à but liturgique du VIIIe siècle y a été découvert. Selon Peter Warner, l'étymologie latine de Bulcamp témoigne de son origine antique, et les sources médiévales qui mentionnent un culte chrétien continu à Blythburgh durant tout le haut Moyen Âge sont une preuve des liens étroits qui unissent cette région aux rois d'Est-Anglie et à la religion chrétienne. Le moine Botwulf entreprend la construction d'une abbaye à Icanho (aujourd'hui Iken, à une vingtaine de kilomètres au sud de Blythburgh) l'année de la mort d'Anna, peut-être en commémoration du roi défunt.
Æthelhere, frère d'Anna, lui succède à la tête du royaume des Angles de l'Est, peut-être conjointement avec son frère cadet Æthelwald. Il est possible qu'Æthelhere ait été placé sur le trône par Penda, ou du moins qu'ils aient été alliés : Æthelhere fait partie des trente chefs qui combattent aux côtés de Penda à la bataille de la Winwæd en 655. Durant la bataille, Penda et Æthelhere sont tués, et après la mort d'Æthelwold en 664, le pouvoir passe aux descendants d'Æthelric, le benjamin des frères d'Anna.
Bède salue la piété d'Anna dans son Histoire ecclésiastique du peuple anglais et les historiens modernes le considèrent comme un roi dévot, mais cette réputation lui vient surtout de la canonisation de tous ses enfants. D'après le Liber Eliensis, sa tombe à Blythburgh est encore l'objet de la dévotion populaire cinq siècles après sa mort.

## Descendance
Tous les enfants d'Anna sont considérés comme des saints.
- Seaxburh (morte vers 699) épouse le roi de Kent Eorcenberht et lui donne quatre enfants avant d'entrer dans les ordres, succédant à sa sœur comme abbesse d'Ely[36]. Elle est célébrée le 6 juillet.
- Æthelthryth (morte en 679) épouse le prince Tondberht des Gyrwas du Sud, puis le roi de Northumbrie Ecgfrith, avant d'entrer dans les ordres et de fonder l'abbaye d'Ely[37]. Elle est célébrée le 23 juin.
- Æthelburh (morte en 664) est religieuse à l'abbaye de Faremoutiers, dont elle devient la troisième abbesse[38]. Elle est célébrée le 7 juillet.
- Jurmin (mort en 653 ou 654), seul fils d'Anna, est tué au combat avec son père. Il est célébré le 23 février[39].

La tradition attribue à Anna une autre fille, Wihtburh, abbesse du monastère double royal de Dereham (ou peut-être de West Dereham), dans le Norfolk. Le manuscrit F de la Chronique anglo-saxonne, composé vers 1100, rapporte l'exhumation de son corps en 798, cinquante-cinq ans après sa mort. Cependant, une mort en 743 serait très tardive pour une sœur d'Æthelthryth, et Bède, qui est bien renseigné sur le sujet, ne mentionne pas Wihtburh parmi les filles d'Anna. Il est possible que Wihtburh ait été inventée (ou rattachée a posteriori à la famille d'Anna) par la communauté d'Ely afin de présenter un exemple de l'incorruptibilité du corps des saints sans avoir à exhumer celui d'Æthelthryth.

### Sources primaires
- Bède le Vénérable (trad. Philippe Delaveau), Histoire ecclésiastique du peuple anglais, Gallimard, coll. « L'Aube des peuples », 1995, 399 p. (ISBN 2-07-073015-8).
- (en) Janet Fairweather (trad.), Liber Eliensis : A History of the Isle of Ely from the Seventh Century to the Twelfth, compiled by a Monk of Ely in the Twelfth Century, Boydell, 2005, 576 p. (ISBN 978-1-84383-015-3).
- (en) Michael Swanton (trad.), The Anglo-Saxon Chronicle, Routledge, 1996, 363 p. (ISBN 978-0-415-92129-9).

### Sources secondaires
- (en) David Dumville, « Essex, Middle Anglia, and the Expansion of Mercia in the South-East Midlands », dans Steven Basset (éd.), The Origins of Anglo-Saxon Kingdoms, Leicester University Press, 1989 (ISBN 0718513177), p. 123-140.
- (en) Richard Hoggett, The Archaeology of the East Anglian Conversion, Woodbridge, The Boydell Press, 2010, 207 p. (ISBN 978-1-84383-595-0).
- (en) Stephanie Hollis, Anglo-Saxon Women and the Church : Sharing a Common Fate, The Boydell Press, 1992, 323 p. (ISBN 978-0-85115-317-9).
- (en) S. E. Kelly, « Anna (d. 654?), king of the East Angles », dans Oxford Dictionary of National Biography, Oxford University Press, 2004 (lire en ligne ).
- (en) D. P. Kirby, The Earliest English Kings, Routledge, 2000, 258 p. (ISBN 978-0-415-24211-0).
- (en) Steven Plunkett, Suffolk in Anglo-Saxon Times, Stroud, Tempus, 2005, 224 p. (ISBN 978-0-7524-3139-0).
- (en) Virginia Cheffo Raguin (éd.) et Sarah Stanbury (éd.), Women's Space : Patronage, Place, and Gender in the Medieval Church, State University of New York, 2005, 261 p. (ISBN 978-0-7914-6365-9).
- (en) Frank Stenton, Anglo-Saxon England, Clarendon Press, 1971, 3e éd., 765 p. (ISBN 978-0-19-821716-9).
- (en) Peter Warner, The Origins of Suffolk, Manchester University Press, 1996, 241 p. (ISBN 978-0-7190-3817-4).
- (en) Blythburgh Priory, Blythburgh, Suffolk : Archaeological Evaluation and Assessment of Results, Wessex Archaeology, 2009 (lire en ligne).
- (en) S. E. West, N. Scarfe et R. J. Cramp, « Iken, St Botolph, and the Coming of East Anglian Christianity », Proceedings of the Suffolk Institute of Archaeology, vol. 15,‎ 1984, p. 279-301.
- (en) Barbara Yorke, Kings and Kingdoms of Early Anglo-Saxon England, Seaby, 1990, 218 p. (ISBN 978-1-85264-027-9).
- (en) Barbara Yorke, Nunneries and the Anglo-Saxon Royal Houses, Continuum, 2003, 229 p. (ISBN 978-0-8264-6040-0).